# Pajasorkidé
Pajasorkidé (Zygopetalum maculatum) är en orkidéart som först beskrevs av Carl Sigismund Kunth, och fick sitt nu gällande namn av Leslie Andrew Garay. Pajasorkidé förekommer i Peru, Bolivia, nordöstra, södra och sydöstra Brasilien.

## Bildgalleri

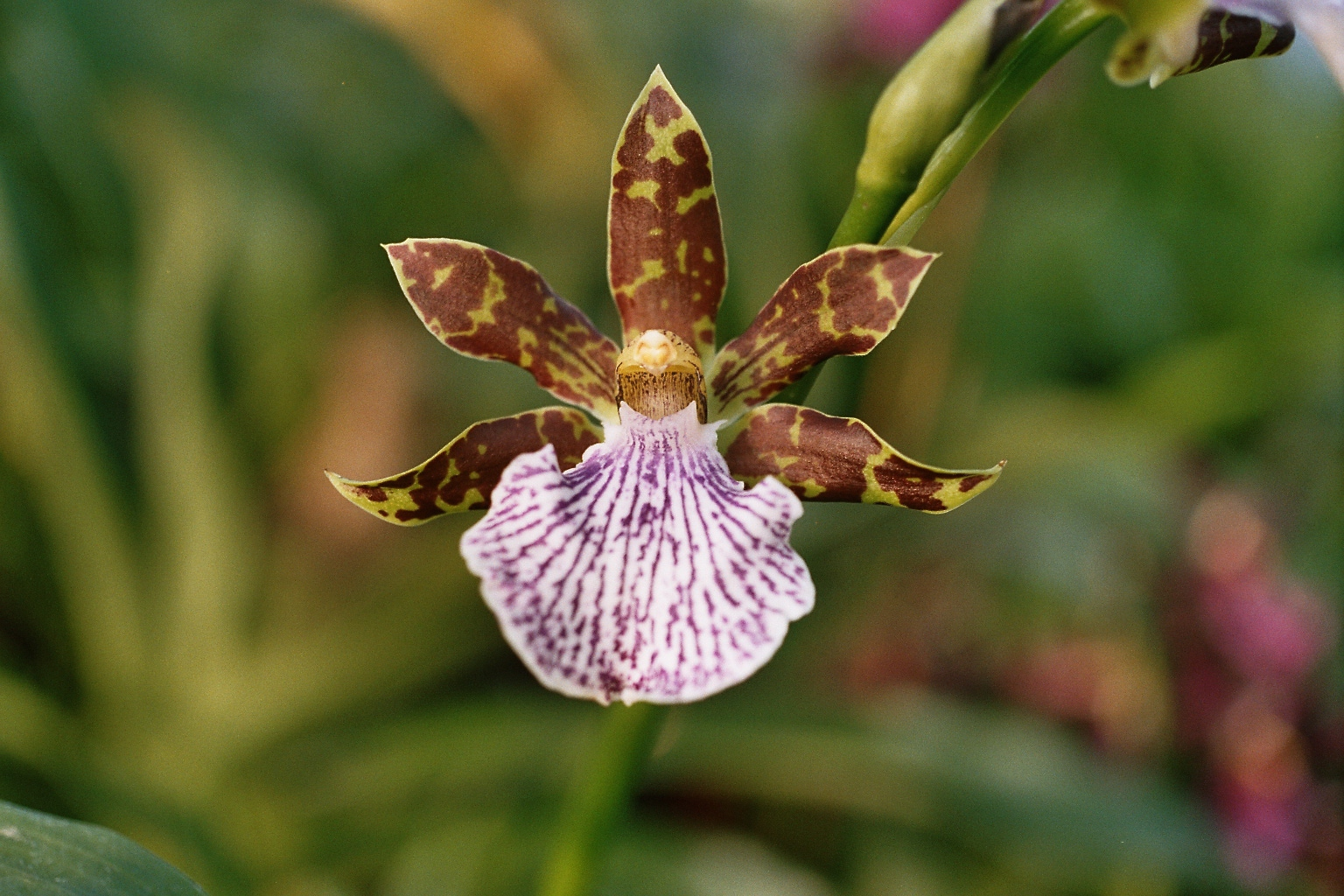
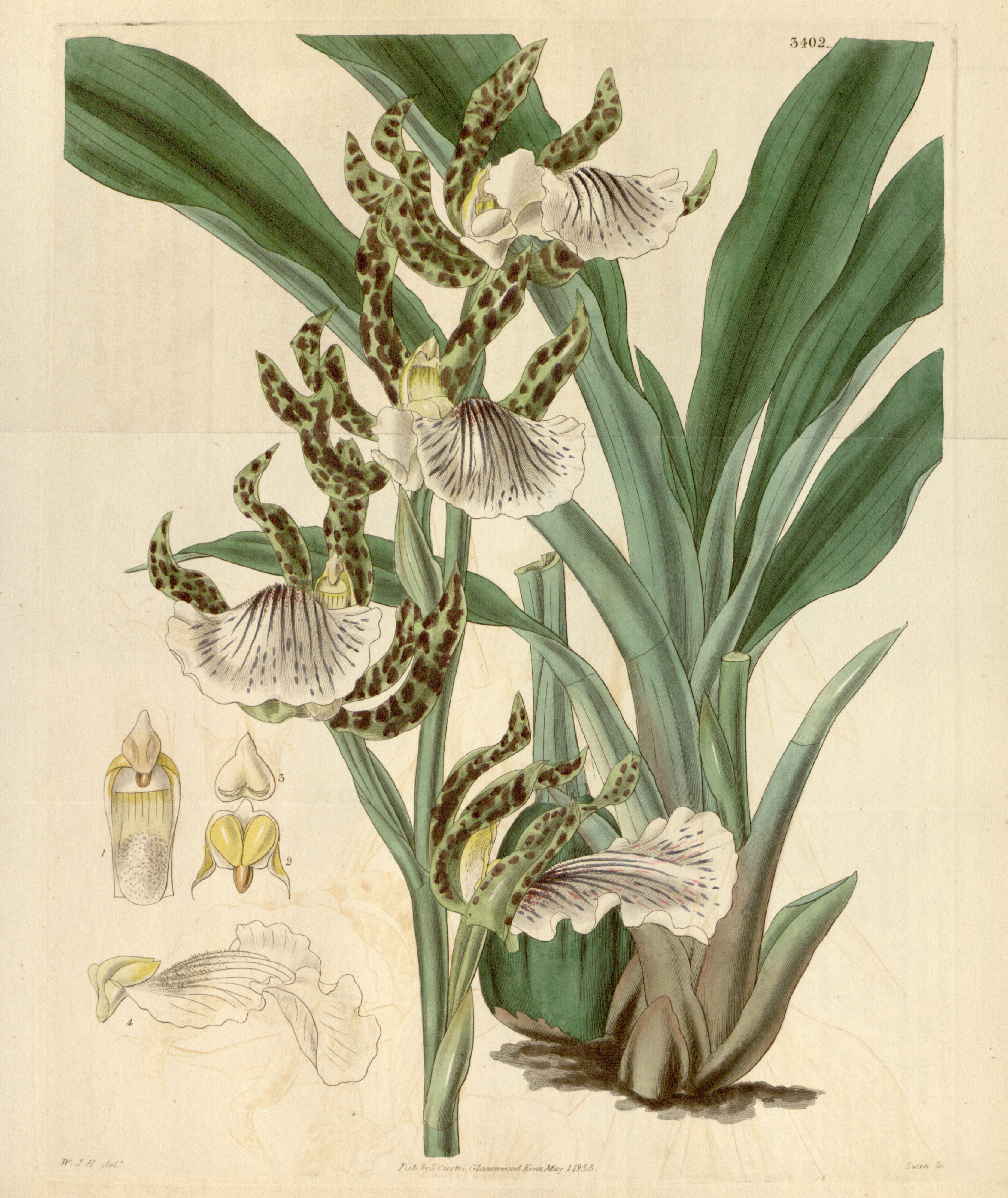
Illustration av Curtis 1835.
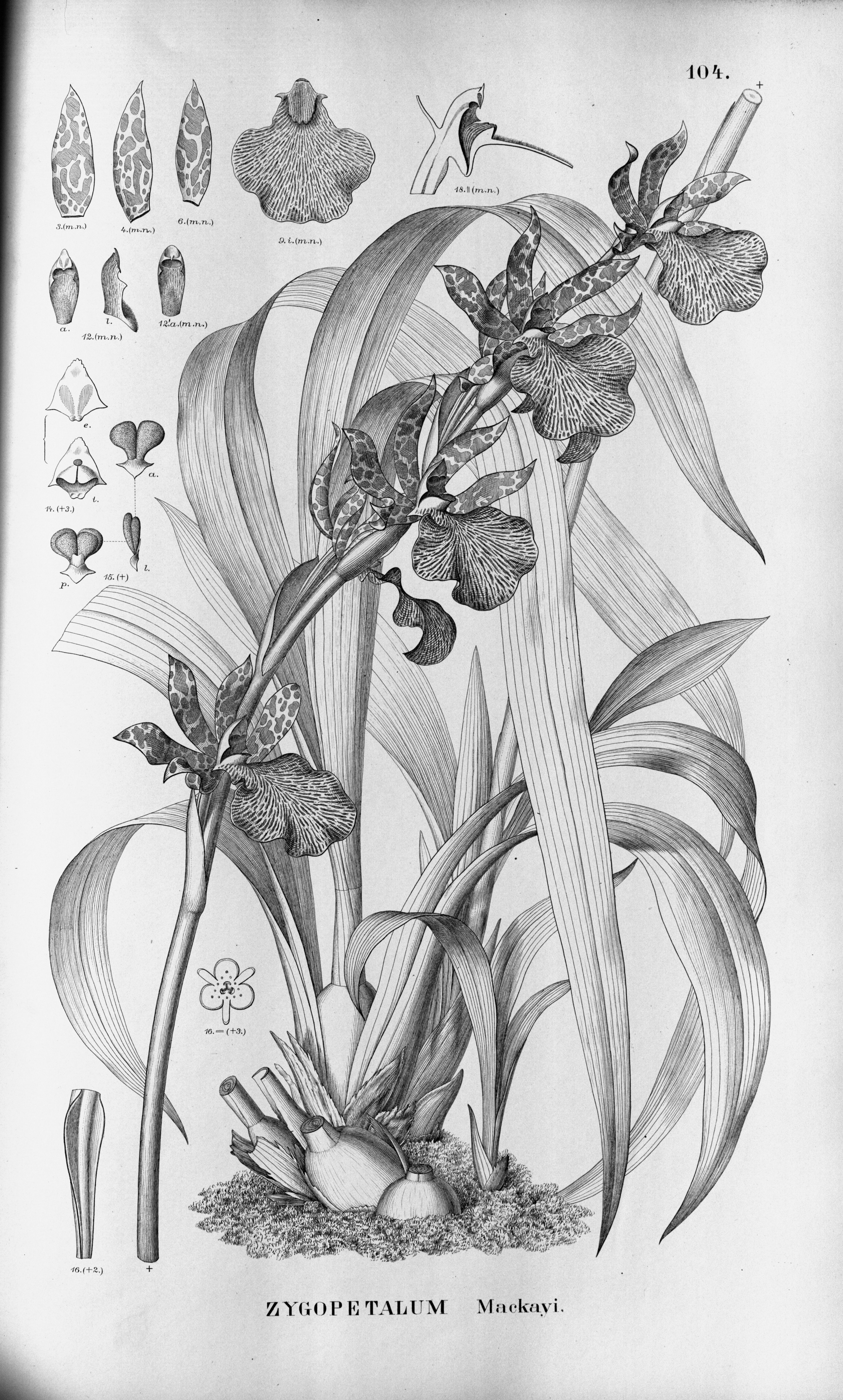
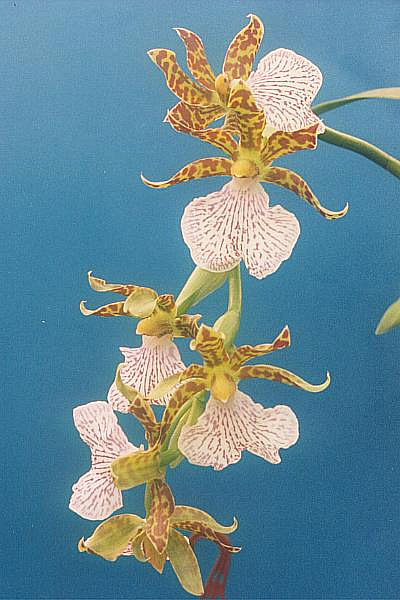